# Президентские выборы в Того (1993)
Президентские выборы в Того состоялись 25 августа 1993 года. После конституционного референдума 1992 года Того вновь стала многопартийным государством. Эти выборы стали первыми президентскими выборами в стране, на которых было представлено более одного кандидата. Однако основные оппозиционные партии бойкотировали выборы и только два минорных кандидата участвовало вместе с президентом Гнассингбе Эйадема, который в результате получил 96,5% голосов. Явка составила лишь 36,2%.

## Результаты

### Президентские выборы
| Кандидат                            | Партия                              | Голоса    | %    |
| ----------------------------------- | ----------------------------------- | --------- | ---- |
| Гнассингбе Эйадема                  | Объединение тоголезского народа     | 691 485   | 96,5 |
| Жак Амузу                           | Независимый                         | 13 168    | 1,9  |
| Адани Ифе                           | Тоголезский альянс за демократию    | 11 584    | 1,6  |
| Недействительных/пустых бюллетеней  | Недействительных/пустых бюллетеней  | 32 948    | –    |
| Всего                               | Всего                               | 737 237   | 100  |
| Зарегистрированных избирателей/Явка | Зарегистрированных избирателей/Явка | 2 038 937 | 36,2 |
| Источник: Nohlen et al.             |                                     |           |      |